# Brunilde
Brunilde (in norreno Brynhildr, in tedesco Brünhild o Brynhild) è un personaggio della mitologia norrena ed un'eroina del Nibelungenlied (canzone dei Nibelunghi) e della Saga dei Völsungar (saga dei Volsunghi). Nella tradizione germanica è regina in Islanda, in quella norrena è una valchiria o skjaldmær.

## Significato del nome Brunilde
Il nome Brunilde deriva dall'unione della parola germanica bryn, a sua volta derivata da brynja, cioè "cotta di maglia", e il suffisso hild, che significa "battaglia", elemento comune di molti nomi femminili di origine nordica.

## Storia nellaSaga dei Volsunghi
Nella Saga dei Volsunghi Brunilde è una bellissima e sapiente skjaldmær e valchiria. È figlia di Budli e figlia adottiva di Heimir, entrambi dei potenti re. Suo fratello è Atli e ha una sorella di nome Bekkhild, la quale è sposata con lo stesso Heimir, rendendo Brunilde non solo figlia adottiva del re, ma anche cognata. Essa è inoltre madre di Aslaug, che viene concepita dal rapporto con il guerriero Sigfrido. Brunilde viene anche chiamata Sigrdrífa, un epiteto significante “colei che conduce alla vittoria”. Talvolta Sigrdrífa viene identificata come una figura diversa da Brunilde, ma si tratta probabilmente di un soprannome della guerriera.

### Il primo incontro tra Brunilde e Sigfrido
Nella saga Brunilde viene citata per la prima volta in seguito all'uccisione del drago Fafnir da parte dell'eroe Sigfrido. Dopo aver ucciso la creatura e averne assaggiato il sangue, egli riesce a comprendere il cinguettare di alcuni uccellini che avevano osservato l'uccisione del drago. Uno di essi afferma che Sigfrido dovrebbe appropriarsi del tesoro della belva per poi cavalcare verso Hindarfell, dove Brunilde riposa sotto un incantesimo di Odino.
Sigfrido dà retta ai consigli dell’uccellino e subito dopo raggiunge la fortezza dove dorme Brunilde. Egli riesce a risvegliarla spogliandola dell'armatura e Brunilde sorpresa chiede chi egli sia. L'eroe si presenta e afferma di essere venuto per mettere alla prova la saggezza della skjaldmær. Lei racconta quindi del suo passato da guerriera e del motivo dell’incantesimo lanciatole da Odino: Fu punita perché, durante una battaglia tra re Hjalmgunnar, favorito dal dio, e re Agnar, Brunilde uccise il primo, scatenando perciò l'ira del padre degli dei. Egli decise perciò di pungerla con una spina soporifera. Odino decretò inoltre che la valchiria non avrebbe mai più vinto alcuna battaglia e che si sarebbe dovuta sposare. Tuttavia Brunilde si difese giurando che avrebbe sposato solo un uomo che non avrebbe mai conosciuto la paura.
Ciò che segue è il celebre canto di Sigrdrífa, un componimento di 15 strofe che la valchiria recita per istruire Sigfrido riguardo all’uso e alla conoscenza delle rune. Sigurd accetta con piacere gli insegnamenti e i consigli di Brunilde, sperando che possano dargli sostegno nelle avversità del suo destino. Dopo aver ricevuto altri consigli Sigurd riconosce la grande saggezza della valchiria e promette di sposarla. Brunilde prova lo stesso desiderio e i due fanno perciò un giuramento l’uno verso l’altra. Dopo aver fatto ciò i due si separano.

### Nelle dimore di Heimir e Gjuki
Passato qualche tempo Sigfrido raggiunge la dimora di Heimir, cognato e padre adottivo di Brunilde, che viveva con Bekkhild, la sorella della guerriera. Una volta liberata dall’incantesimo anche Brunilde decide di tornare nella dimora del cognato. Lì risiede in un’alta torre e l'eroe riesce a trovarla solo seguendo un falco da caccia. Egli chiede di lei a Alsvid, figlio di Bekkhild e nipote di Brunilde. Il ragazzo gli risponde lodando la valchiria e sottolineando il suo amore per il combattimento e per la gloria. Alsvid avverte però l'eroe: Brunilde non hai mai permesso a nessun uomo, a eccezione del padre, di sedere accanto a lei e mai ha offerto birra a alcuno.
Sigfrido però non demorde e il giorno seguente si reca nella stanza della guerriera. Lì la saluta e Brunilde lo accoglie con affetto, permettendogli di sedersi accanto a lei e offrendogli da bere. Dopo un bacio tra i due avviene un dialogo dove si intrecciano e scontrano l’amore delle due figure e i loro destini. Infatti, nonostante i sentimenti condivisi da lei e Sigfrido, lui sposerà un’altra donna, Gudrun, poiché colpito da un incantesimo della madre della ragazza. Questo è chiaro a Brunilde, capace di interpretare i sogni e prevedere il futuro degli uomini. Successivamente viene visitata anche da Gudrun stessa, desiderosa di trovare consiglio presso la guerriera. Brunilde riconosce nei sogni della principessa la triste vicenda che legherà se stessa, il suo amato Sigfrido e i figli di Gjuki. Durante questo incontro i due probabilmente giacciono insieme, unione che darà la vita a Aslaug.
L'intreccio si protrae nella dimora del re Gjuki, padre di Gudrun, Gunnar, Hogni e Guttorm, e nella fortezza di Brunilde. Sigfrido raggiunge la dimora del re e qui incontra i suoi figli, poi, come previsto da Brunilde, si scorda di lei e sposa Gudrun sotto l’effetto di un incantesimo di Grimhild, sposa di Gjuki, che agirà anche per convincere Gunnar a sposare Brunilde. Gunnar è d’accordo con l’idea della madre e chiede a Sigfrido di aiutarlo per superare il muro di fuoco che circonda la fortezza di Brunilde. I due partono e trovano il luogo dove risiede Brunilde. Il primo a tentare di superare il muro di fuoco è Gunnar ma non riesce nel suo intento, infatti solo Sigfrido può oltrepassare un simile ostacolo. I due decidono quindi di scambiare le proprie fattezze e Sigfrido, superato il muro di fuoco, si presenterà a Brunilde col nome di Gunnar. L'eroe passa giorni nella dimora della skjaldmær e i due dormono nello stesso letto, ma per non tradire l'amico Gunnar, Sigfrido posa la sua spada tra se stesso e Brunilde, al centro del letto. Dopo questi giorni i due guerrieri tornano da re Gjuki, e lì organizzano il matrimonio tra Gunnar e Brunilde.

### La sofferenza di Brunilde
Dopo il matrimonio Gunnar e Brunilde convivono con Sigfrido e Gudrun nella dimora di Gjuki, quasi a formare un'unica famiglia. Durante un bagno con Gudrun, Brunilde scopre però che è stato Sigfrido a oltrepassare il muro di fuoco, ed essa si sente tradita sia da Gunnar per la sua vigliaccheria che da Gudrun, che ha osato sposare l’uomo da lei amato. L’insofferenza tra la due spose aumenta giorno dopo giorno e coinvolge presto tutta la famiglia. Questo suo stato d'animo affligge tutti e ognuno tenta di consolarla: Gudrun prova a chiederle le ragioni del malessere, ma il loro dialogo si trasforma presto in un acceso litigio; anche Gunnar parla con Brunilde, che si mostra però fredda e insensibile verso suo marito, arrivando a giurare di non dargli mai più consiglio.
La situazione sfocia presto in un autoisolamento della valchiria, che dorme per sette giorni consecutivi. A turno gli abitanti della casa cercano di parlarle, ma nessuno osa svegliarla. L’unico che riesce ad ottenere risposta da lei è Sigfrido, che dopo averla destata la incoraggia a uscire dalla sua stanza e a farsi vedere dagli altri. Brunilde, furiosa, accusa l’eroe di aver tradito il suo giuramento, e disperata poi afferma di voler morire, poiché non ha rispettato la promessa fatta a Odino. In preda alla sofferenza e alla rabbia, desiderosa di vendetta nei confronti di Gudrum, Brunilde infine convince suo marito Gunnar a uccidere Sigfrido, il quale Gunnar invia il fratello Guttorm a compiere l'assassinio dell'eroe.
Tuttavia, dopo la morte di Sigfrido Brunilde non trova affatto pace e la soddisfazione per il dolore di Gudrun si trasforma presto in sofferenza. La guerriera decide perciò di uccidersi: si trafigge il petto dinanzi ai figli di Gjuki e chiede loro di collocare il suo corpo accanto a quello di Sigfrido durante il loro funerale. Così termina la vicenda di Brunilde all'interno della saga.

## Storia nelNibelungenlied
Brunilde è la regina d'Islanda di cui Gunther, re dei Burgundi, fratello di Crimilde, Gernot e Giselher, si innamora. Per poter ottenere la sua mano il re decide di chiedere aiuto al compagno d'armi Sigfrido, figlio di Siegmund e di Sieglind, eroe vincitore dei Nibelunghi. Questi, in cambio della mano di Crimilde, decide di aiutarlo.
Ma l'islandese, vergine guerriera dalla forza immensa, impone una duplice prova ai suoi pretendenti: la sposerà solo chi riuscirà a raggiungere d'un balzo un masso scagliato lontano da lei, e riuscirà a vincerla in duello. La situazione è grave per il burgundo, tanto più che numerosi e valorosi guerrieri sono morti prima di lui nel medesimo modo: ma è Sigfrido a combattere al suo fianco, facendosi forte del suo cappuccio dell'invisibilità, da lui preso al nano Alberico.
Gunther, considerato alfine vincitore, porta la sua bella promessa sposa a Worms, città sul Reno, centro del regno burgundo. Si svolgono quindi parallelamente le nozze tra Sigfrido e Crimilde e tra Gunther e Brunilde. Ma, quando Gunther cerca di consumare il matrimonio, la moglie lo lega, lo porta ad un uncino e lo appende a una parete. Umiliato, il re chiede di nuovo aiuto a Sigfrido, che, usando ancora una volta il cappuccio fatato, riesce a sopraffare la donna, e, quindi, a farla unire con Gunther. Ma Sigfrido, prima di allontanarsi dai due nuovi amanti, sottrae a Brunilde un anello d'oro e una cintura preziosa.
Quando, nella 14ª avventura del manoscritto C de I Nibelunghi, Brunilde vede indossato da Crimilde quello che un tempo apparteneva a lei, capisce di essere stata ingannata per ben due volte dal figlio di Siegmund: adirata, dopo un terribile litigio con la sorella di Gunther, affida ad Hagen il compito di uccidere Sigfrido.
Brunilde non viene più menzionata dalla 15ª alla 39ª (ed ultima) avventura; secondo la versione norrena della leggenda alla morte di Sigfrido venne colta da un enorme senso di colpa, che la spinse a suicidarsi gettandosi nella pira costruita per l'eroe defunto.

## L'anello del Nibelungo
Ne L'anello del Nibelungo di Richard Wagner è la protagonista al fianco di Sigfrido delle tre giornate: la prima opera, L'oro del Reno, è considerata un prologo.
Compare per la prima volta nella prima giornata, La Valchiria, della quale è l'eponima, ove è presentata come figlia di Wotan (Odino) e di Erda, nonché una delle nove Valchirie. Viene bandita dalla razza divina perché ha tentato di contrastare la volontà del padre aiutando Siegmund e Sieglinde. È inoltre lei a dare il nome al nascituro Sigfrido ("Colui che gioisce nella vittoria").
Nella seconda giornata, nel Sigfrido, viene svegliata dal lungo sonno in cui Wotan l'aveva sprofondata, da Sigfrido.
Nella terza giornata, Il crepuscolo degli dei, a causa di un intrico di complotti di palazzo manovrati da Hagen, va in sposa a Gunther, re dei Burgundi. Sigfrido sposa la sorella del re Crimilde dopo che quest'ultima su consiglio di Hagen gli ha fatto bere un filtro d'amore che ha cancellato in lui il ricordo di Brunilde e lo ha fatto innamorare invece di lei. Brunilde chiede ad Hagen di vendicarla. Questi uccide Sigfrido, che in punto di morte recupera la memoria che Hagen aveva cancellato con un filtro, e muore col nome dell'amata Valchiria sulle labbra. Quando il corpo di Sigfrido è posto sulla pira funebre, Brunilde, montando in sella al suo cavallo Grane, si getta tra le fiamme, indossando l'Anello maledetto (che Sigfrido le aveva precedentemente donato). Così l'Anello torna al Reno mentre con un brano orchestrale - intitolato non a caso Glorificazione di Brunilde - si conclude l'opera. L'interpretazione grafica più comune della Glorificazione è il rogo del Valhalla (con al suo interno tutti gli dèi) e l'inizio di una nuova età per il genere umano, libero dall'eredità di morte ed oppressione costituita dal vecchio credo germanico: l'amore tra Brunilde e Sigfrido ha sconfitto la maledizione dell'Anello e tutto ciò che era stato costruito su di esso (tra cui il Walhalla e, per estensione, tutto ciò che è il pantheon norreno).

## Nella cultura di massa
- Nella pellicola italiana del 1958 Sigfrido, diretta da Giacomo Gentilomo, Brunilde è impersonata da Katharina Mayberg.[4]
- Il personaggio compare nel film TV La saga dei Nibelunghi ed è interpretato da Kristanna Loken. Segue le vicende della storia così come viene proposta nella sua variante germanica: qui è la regina d'Islanda e prima innamorata di Sigfrido, che la abbandonerà per sposare Crimilde a causa di un filtro d'amore fattogli bere da quest'ultima. Divorata dalla gelosia, Brunilde causerà la morte di Sigfrido, e - quando la sua rivale le confesserà la verità - ucciderà Hagen per poi suicidarsi sul cadavere dell'amato.
- In Django Unchained, il settimo film di Quentin Tarantino, il nome della moglie del protagonista è Broomhilda e la ricerca del protagonista richiama, secondo il dottor King Schultz, il salvataggio di Sigfrido. Schultz racconta a Django un breve riassunto della leggenda.
- Sulla figura di Brunilde è costruito il personaggio Marvel di Valchiria, di cui Brunilde stessa è una delle incarnazioni; il personaggio appare nelle storie di Thor e altre saghe dell'Universo Marvel.
- La vacca allevata da Bud Spencer e Terence Hill nel film Nati con la camicia si chiama Brunilde.
- Nel manga di Record of Ragnarok, Brunilde è una delle Valchirie che aiuta gli umani nel torneo del Ragnarok.